# Парамонов, Сергей Владимирович (певец)
Сергей Владимирович Парамонов (25 июня 1961, Москва, СССР — 15 мая 1998, там же) — советский певец, получивший известность в СССР в 1972—1975 годах как солист Большого детского хора Всесоюзного радио и Центрального телевидения под руководством Виктора Попова, «советский Робертино Лорети».

## Биография

### Ранние годы
Родился 25 июня 1961 года в Москве, в Перовском районе. Отец — Владимир Сергеевич Парамонов (1936—2003). Мать — Людмила Сергеевна Парамонова (в девичестве Марковская; 1935—2005). Мать преподавала английский в Московском финансовом институте, отец работал слесарем. Сергей был единственным ребёнком в семье. Учился в московской общеобразовательной школе № 681.
Первое время Парамоновы жили в коммунальной квартире. В 1972 году семья получила двухкомнатную квартиру в этом же районе, на 2-й Владимирской улице. В дальнейшем родители, оставив эту квартиру Сергею, уехали жить в деревню.
Любовь к музыке и пению у Сергея Парамонова проявилась очень рано, он охотно выступал в детском саду. Воспитательница, у которой было пианино, жила в одном доме с Парамоновым и часто брала его к себе для подготовки к детским утренникам и праздникам, в которых Парамонов принимал активное участие — был ведущим программы, исполнял детские песенки.
Музыкальный работник пионерского лагеря, где отдыхал Парамонов после 2-го класса, видя его одарённость, после смены специально приехала к его родителям, чтобы поговорить о необходимости дать музыкальное образование их сыну, и купила для Парамонова аккордеон. Для обучения игре на аккордеоне в 3-м классе его записали в кружок при заводе «Серп и молот».

### Солист Большого детского хора

Сергей (первый справа) в составе младшей группы на выступлении в Колонном зале, 1972 год. Далее налево: Роза Агишева, Миша Затравкин, Ира Мотовникова, Галя Дегтярева и Игорь Капырин

В 4-м классе (1971) бабушка Парамонова Нина Александровна Кудинова привела его в Большой детский хор Центрального телевидения и Всесоюзного радио под управлением В. С. Попова. Он прошёл конкурсный отбор, спев песню «Мы шли под грохот канонады, Мы смерти смотрели в лицо…», был принят в младшую группу хора и на фоне остальных ребят выделялся тем, что пел с удовольствием, без видимых усилий, а через год, несмотря на то, что, по воспоминаниям Виктора Попова, имел слабое здоровье, стал солистом.
Первой записью Сергея Парамонова стала детская песня «Антошка».
В качестве солиста Большого детского хора участвовал уже в отчётном концерте хора в Колонном зале Дома Союзов весной 1972 года, выступив в группе других будущих солистов младшей группы. Официальный сольный дебют состоялся 16 декабря 1972 года на главном эстрадном концерте года — «Песня-72». Там Парамонов исполнял «Песенку крокодила Гены» из мультфильма «Чебурашка» (автор музыки — Владимир Шаинский). Песня произвела настоящий фурор — кричали «Бис!», режиссёры вопреки жестким рамкам телевизионного эфира решились на повторное исполнение песни.
Вместе с хором Сергей Парамонов выходил на сцену Колонного зала и других престижных концертных площадок страны, выступал наряду с такими мэтрами эстрады, как Клавдия Шульженко, Лидия Русланова, Майя Кристалинская, Леонид Утёсов. Пел дуэтом с Муслимом Магомаевым. Однажды, на церемонии открытия очередного съезда КПСС, ему доверили вручить букет от пионеров Леониду Брежневу.
Расхожее в 1970-е годы сравнение Парамонова с популярным итальянским мальчиком-певцом 1960-х годов Робертино Лорети было фигуральным, неточным. В отличие от Парамонова, Лорети никогда не пел с хором, он был сразу ориентирован на сольное исполнение неаполитанских песен..
Многие песни из репертуара Сергея Парамонова были специально написаны авторами для него. Музыканты оркестра Силантьева называли Парамонова маленьким Магомаевым. Александра Пахмутова специально для Парамонова написала песню «Просьба» на стихи Роберта Рождественского. Композитор Владимир Шаинский, автор музыки ко многим советским мультфильмам, назвал его «веховым певцом в своей жизни». Песни «Антошка», «Голубой вагон», «Песенка крокодила Гены» в исполнении Парамонова обрели популярность и за рубежом, в том числе их пели в Японии. Виктор Попов вспоминал про Парамонова, что, «когда он начинал петь, то сразу же песня начинала звучать так естественно и просто, словно так и написал её композитор». По его выражению, именно Сергей «дал жизнь многим песням». Среди песен в репертуаре Парамонова были не только детские, но и вполне «взрослые» песни. Парамонов исполнял военную песню «Прощайте, скалистые горы». Композитор Евгений Жарковский, написавший музыку к этой песне и много раз слышавший её в различных исполнениях — не мог сдержать слёз.

Виктор Попов: 
Вспоминать Серёжу Парамонова и просто, и трудно одновременно. Хотя он и немного лет у нас пропел в хоре, но то, что он за это время сделал, можно с полной уверенностью назвать маленьким музыкальным событием…
Особенно это проявилось на той «Песне года», где Серёжа как солист исполнял свою первую песню — «Крокодил Гена». В мультфильме её достаточно неплохо поёт взрослый актёр. Но, на мой взгляд, она не стала бы такой популярной, если бы её не спел мальчишка, и такой мальчишка, как Серёжа. Он сделал её кристально чистой. Через пение душа ребёнка раскрывалась удивительнейшим образом. Даже лёгкая картавость ему шла, и казалось органичной. Да, Серёжка в этом смысле был парень уникальный, он пел как ангел.

### Уход из хора
17 мая 1975 года на творческом вечере поэта Роберта Рождественского в Колонном зале Дома Союзов, исполняя песню «Просьба», Парамонов понял, что он не может владеть своим голосом — у него началась голосовая мутация. Вскоре Парамонов пел всё меньше, пока не утратил роль солиста и не ушёл из хора.
Так как базового музыкального образования у него не было, он поступил в вечернюю музыкальную школу по классу фортепиано, где за год закончил три класса, затем поступил на подготовительное отделение музыкального училища Ипполитова-Иванова, проучился там год, после чего поступил на дирижёрско-хоровое отделение этого училища, но не закончил его.
Виктор Попов впоследствии вспоминал: «Началась мутация. И это естественно у мальчиков, когда происходит переход с детского голоса на взрослый. В тот момент ему петь было нельзя. А он пошёл в музыкальную школу — я хотел, чтобы он получил хоть какое-то образование, а там взрослые заставили его организовать вокально-инструментальный ансамбль. Ещё не окрепшим голосом Серёжа начал петь. Из-за этого он так и не получил хорошего взрослого голоса». Сергей очень тяжело переживал уход из хора и последующую невостребованность, продолжал ходить на репетиции в качестве зрителя.
Сергей Мазаев: 
Он был человеком бесконечно добрым, внутренне интеллигентным, он никогда для себя ничего не требовал — ему не хватало для этого хамства, наглости. Сережа слишком рано стал звездой, однако никогда не выставлял себя напоказ. Но в этом мире как? Когда ты нужен, все тебя любят. А когда использовали, тут же забывают. Серёжа не мог стучать в спины, напоминать о себе.

### Взрослая жизнь
Парамонов активно гастролировал. Работал в составе труппы Росконцерта — вёл эстрадные концерты и выступал отдельными номерами, пел песни В. Я. Шаинского, вёл свою программу. Играл в ВИА — в группе музыкального училища «Вдохновение», руководил группой «Молодые голоса». Был клавишником и музыкальным руководителем в рок-группе «Кинематограф», написал музыку к песням «Бастилия», «Лабиринт», «Лошадка-жизнь», «Мрачная погода», «Оазис», «Свет», «Тупик», «Часы» и ко многим другим. В это же время там[уточнить] работал и Валерий Ободзинский.
На радиостанции «Юность», вёл рубрику «Музыканты вчера и сегодня» и сделал много радиопередач об исполнителях. Впоследствии из программы на радиостанции был организован клуб московской творческой интеллигенции «Кастальский ключ», где Парамонов работал продюсером массовых мероприятий и главным режиссёром-постановщиком больших праздничных концертов.
Работал с балетом «СТС», с цыганскими ансамблями, пел в ресторанах. Периодически выступал на детских концертах в различных районах Москвы, исполняя свои попурри. Занимался музыкальной рекламой.
Выпустил под псевдонимом «Сергей Бидонов» аудиокассету со своими детскими песнями, дополнив подборку исполнением попурри тех же вещей в современной манере. Псевдоним связан с историей, когда после одной из вечеринок на даче у Ады Якушевой Парамонов попросил с утра бидон и решил отправиться за пивом. В песне группы «Любэ» «Ребята с нашего двора» этот эпизод упоминают несколько строчек, посвящённые Парамонову.
Работал музыкальным редактором в московском парке «Сокольники» — организовывал дискотеки для пенсионеров, параллельно писал музыку, аранжировал старые песни.
Выступал в качестве мелодиста, аранжировщика и бэк-вокалиста в фольклорном ансамбле «Русичи».
Журавлиной песней, улетаем вместе… 
       Я сегодня никому не нужен,

       Может быть, с дистанции сошёл.

       Я лечил израненные души,

       Собственной израненной душой.

       Излучал большой избыток света

       И на протяжении многих лет,

       Брал за всё душой, а не монетой,

       Словно кровью пишущий поэт…
В 1990 году для передачи «Музыкальный киоск» Парамонов записал новую песню на слова Андрея Лукьянова (группа «Окно») под названием «Журавлиной песней улетаем вместе». Это одна из немногих сохранившихся песен того периода, где Парамонов выступил одновременно в качестве композитора, аранжировщика и певца. Припев вместе с Парамоновым исполнили хористы БДХ.
Сотрудничал с Александром Шагановым, писал музыку на его слова (Альбом «Пой, братишка» 1995 г. — «Баржа», «Кошка», «Пьяница», «Розовые годы» и другие). Работал в проекте Сергея Чумакова.
Принимал участие в проектах «Любэ» и «Иванушки International» своего бывшего сокурсника Игоря Матвиенко. В 1989 г. с Вячеславом Терешонком — гитаристом первого состава группы «Любэ», была записана песня «Санки» и ещё несколько песен в его аранжировке.
Написал музыку к песне «Матушка» для сольного альбома Владимира Асимова. Совместно с Андреем Борисовым выпустил диск группы «77» «Ненародные сказки».
В альбоме Андрея Сиденко «Горькая вода» Парамонов является композитором и аранжировщиком почти половины треков. Компакт-диск был выпущен уже после смерти Парамонова и посвящён его памяти. На некоторые песни сняты музыкальные видеоклипы.
Парамонов много работал, а 23 февраля 1998 года, незадолго до своей кончины, подписал договор с «Продюсерским центром Игоря Матвиенко» на работу аранжировщиком, сроком на пять лет.

### Последние годы жизни и смерть

Надгробие Сергея Парамонова на Красногорском кладбище

У Парамонова было два брака. Первый раз он женился в 30 лет — на Ольге Боборыкиной, певице, поэтессе, авторе-исполнителе (дуэт «БиС» — начало 1990-х), свадьба состоялась 8 июня 1991 года. Этот брак продлился около года. В 1994 году второй женой Парамонова стала солистка саратовской группы «Шахерезада» Маша Порох (фамилия по первому мужу), далее — Мария Парамонова-Эмих. Вместе они прожили четыре года. В июне 1995 года у них родился сын Александр.
Осенью 1997 года от Парамонова ушла жена, он очень страдал от разлуки с сыном. Друзья Парамонова отмечали, что в последнее перед смертью время он постоянно находился в депрессии.
Парамонов венчался, крестил своего сына. Свидетелем на венчании Парамонова был Александр Шаганов, а крестным отцом его сына стал Игорь Матвиенко.
В 32 года он заболел закрытой формой туберкулёза и получил вторую группу инвалидности. Незадолго до смерти Парамонов заболел пневмонией, поэтому часто его смерть объясняют этим заболеванием, однако друг Парамонова Виталий Николаев говорит о смерти от острой сердечной недостаточности как об основной версии произошедшего. Хормейстер БДХ, заслуженная артистка России Татьяна Анофриева также говорит, что «умер он дома, от сердечного приступа, а не потому, что спился, как писали в газетах».
Сергей Парамонов скончался 15 мая 1998 года в возрасте 36 лет. В тот день он остался один в квартире, принял ванну — стало плохо с сердцем. Был обнаружен на полу в ванной комнате. Диагноз — ишемическая болезнь сердца (ИБС), левосторонняя плевропневмония.
Парамонов незадолго до смерти сказал: «Если я умру, похороните меня на Красногорском кладбище в Митино. Там похоронен мой друг». Просьбу Парамонова его друзья исполнили. Похоронен на Красногорском кладбище (участок № 7, захоронение № 3254).

## Песни, где солировал Сергей Парамонов
Согласно каталогу БДХ, Сергей Парамонов солировал в нижеследующих песнях хора.
| «Антошка» из мультипликационного журнала «Весёлая карусель» № 1       | 1972 | Владимир Шаинский      | Юрий Энтин             |
| «Весёлый ветер» («Песня Роберта») из к/ф «Дети капитана Гранта»       | 1975 | Исаак Дунаевский       | Василий Лебедев-Кумач  |
| «Вечер на рейде» («Споёмте, друзья,…»)                                | 1975 | Василий Соловьёв-Седой | Александр Чуркин       |
| «Волшебный горн» из кантаты «Салют, Победа!»                          | 1975 | Юрий Чичков            | Константин Ибряев      |
| «Голубой вагон» из м/ф «Шапокляк»                                     | 1975 | Владимир Шаинский      | Эдуард Успенский       |
| «Красные звезды»                                                      | 1975 | Игорь Лученок          | Борис Брусников        |
| «Морские волки»                                                       | 1972 | Матвей Блантер         | Василий Лебедев-Кумач  |
| «Наташка-первоклашка»                                                 | 1973 | Юрий Чичков            | Константин Ибряев      |
| «Наша вожатая» из кантаты «Красный галстук»                           | 1974 | Юрий Чичков            | Пётр Синявский         |
| «Не дразните собак!» из х/ф «Происшествие»                            | 1974 | Евгений Птичкин        | Михаил Пляцковский     |
| «Не надо вешать нос»                                                  | 1973 | Николай Песков         | Пётр Синявский         |
| «Песенка крокодила Гены» из м/ф «Чебурашка»                           | 1972 | Владимир Шаинский      | Александр Тимофеевский |
| «Песенка поваренка» из аудиосказки «Самый лучший Дед мороз»           | 1975 | Мераб Парцхаладзе      | Пётр Синявский         |
| «Песня заколдованных сосулек» из аудиосказки «Самый лучший Дед мороз» | 1975 | Мераб Парцхаладзе      | Пётр Синявский         |
| «Песня о Володе Дубинине»                                             | 1975 | Владимир Шаинский      | Наум Олев              |
| «Песня о дружбе» из м/ф                                               | 1973 | Владимир Шаинский      | Юрий Энтин             |
| «Песня Юры» из оперетты «Баранкин, будь человеком!»                   | 1975 | Серафим Туликов        | Георгий Ходосов        |
| «Просьба» («Раненая птица…»)                                          | 1975 | Александра Пахмутова   | Роберт Рождественский  |
| «Прощайте, скалистые горы»                                            | 1975 | Евгений Жарковский     | Николай Букин          |
| «Старый барабанщик»                                                   | 1974 | Сергей Томин           | Евгений Долматовский   |
| «Такое бывает» из х/ф «Меняю собаку на паровоз»                       | 1975 | Евгений Крылатов       | Юрий Энтин             |
| «Тирилим-бом, бом»                                                    | 1975 | Евгений Жарковский     | Ефим Чеповецкий        |
| «Товарищ песня» из к/ф «Как закалялась сталь»                         | 1975 | Игорь Шамо             | Роберт Рождественский  |
| «Улыбка» из м/ф «Крошка Енот»                                         | 1975 | Владимир Шаинский      | Михаил Пляцковский     |
| «Фотограф в зоопарке»                                                 | 1975 | Евгений Жарковский     | Ян Сашин               |
| «Что под ёлкой спрятано?»                                             | 1973 | Николай Песков         | Пётр Синявский         |
| «Я верю только мачтам и мечтам» из х/ф «Валькины паруса»              | 1974 | Евгений Крылатов       | Николай Добронравов    |
| «Я мечтаю о коне»                                                     | 1973 | Николай Песков         | Сергей Вольф           |

### Фильмы, где звучат песни в исполнении Парамонова
- Песня «Не дразните собак…» из телефильма «Происшествие» — продолжение художественного фильма «Вот моя деревня» режиссёра Бориса Дурова. 1974.
- Песня «Я верю только мачтам и мечтам» из кинофильма «Валькины паруса», по повести Владислава Крапивина «Валькины друзья и паруса». 1974.
- Песня «Такое бывает» из фильма «Меняю собаку на паровоз». 1975.

## Память
Поэт Александр Шаганов посвятил Парамонову (а также Жене Белоусову и прочим друзьям) стихотворение «Солдаты эстрады», в котором имеются строки:
Солдаты эстрады уходят рано,
Солдаты эстрады наград не ждут,
Они улыбнутся тебе с экрана,
Диски за них допоют.
***
Поклонники молча склонят знамёна,
Гвоздики зардеют прощальным костром,
Солдаты эстрады, вы поимённо
Вписаны в сердце моём.А. Шаганов

### Сергею Парамонову посвящены
- Сериал «Хор» 2019, Россия; режиссер Алёна Райнер. Художественный фильм, повествующий о детском хоре Грачева (прототип - хор В.С. Попова), в котором поет советский мальчик Юра Соловьев (прототип - Серёжа Парамонов).
- В память о солисте телеканал «Россия» в 2006 году выпустил биографический документальный фильм «Серёжа Парамонов. Советский Робертино Лоретти»[1].
- Песня «Ребята с нашего двора» слова: А. Шаганов, музыка: И. Матвиенко, группа «Любэ».[источник не указан 3240 дней]
- Песня «Бабушка», слова: А. Шаганов, музыка: И. Матвиенко в исполнении группы «Любэ» записанная совместно с Детским хором ВГТРК посвящена Сергею Парамонову.[источник не указан 3240 дней]
- Шаганов Александр. Я Шаганов по Москве // рассказ «Любимый ребёнок нации» / Редактор: Глебовская Л. И.. — М.: Центрполиграф, 2007. — 271 с. — ISBN 978-5-9524-2607-8.
- Алекс Хейфец. Незаметно звёзды угасают : [арх. 29.05.2016] // Портал поэзии. — 2016. — 13 мая. — Дата обращения: 30.05.2016.
- Светлана Коробова. Лоретти : [арх. 29.05.2016] // Литературно-художественный портал  «Изба-читальня».. — 2015. — 25 апреля. — Дата обращения: 10.08.2016.
- Андрей Радищев. Серёжа Парамонов - советский Робертино Лоретти : [арх. 09.08.2016] // Журнал Дикие Детки. — 2015. — 13 сентября. — Дата обращения: 09.08.2016.
- Дмитрий Яковлев. Ностальгическое : [арх. 09.08.2016] // Живой Журнал. — 2015. — 12 декабря. — Дата обращения: 09.08.2016. О популярности «Песенки крокодила Гены» за рубежом. «Французы закричали — так мы её знаем, её вся Япония поёт, мы прямо из Японии к вам прилетели! Это японская песенка!»